# Grevskabet Holsten-Pinneberg
Grevskabet Holsten-Pinneberg var et grevskab oprettet ved delingen af Grevskabet Holsten-Itzehoe i 1290. Grevskabet eksisterede frem til 1640.
Grevskabets oprettelse gav anledning til den såkaldte Pinneberg-linje inden for det Schauenburgske hus. Scauenburg-slægten uddøde i 1640 (en anden gren var uddød allerede i 1459), blev grevskabet slået sammen med Hertugdømmet Holsten (oprettet i 1474), men allerede i 1650 udskiltes den nordlige trediedel af det tidligere grevskab som grevskabet Rantzau.

## Grever af Holsten-Pinneberg
Følgende greven herskede over Schaumburg og Holsten-Pinneberg:
- 1290–1315 Adolf 6. (* 1256, † 1315)
- 1315–1353 Adolf 7. (* 1297; † 1353)
- 1353–1370 Adolf 8. († 1370)
- 1370–1404 Otto 1. († 1404)
- 1404–1426 Adolf 9. (* 1375; † 1426)
- 1426–1464 Otto 2. (* 1400, † 1464)
- 1464–1474 Adolf 10. (* 1419, † 1474)
- 1474–1492 Erich (* 1420, † 1492)
- 1492–1510 Otto 3. (* 1426, † 1510)
- 1510–1526 Antonius (* 1439, † 1526)
- 1526–1527 Johann 4. (* 1449, † 1527)
- 1527–1531 Jobst 1. (* 1483, † 1531)
- 1531–1544 Adolf 13. (* 1511, † 1556), ærkebiskop af Köln 1547–1556 som Adolf 3.
- 1531–1581 Jobst 2. (* 1520, † 1581)
- 1533–1576 Otto 4. (* 1517, † 1576), fyrstbiskop af Hildesheim 1531–1537 som Otto 3.
- 1576–1601 Adolf 11. (* 1547, † 1601)
- 1601–1622 Ernst (* 1569, † 1622)
- 1622–1635 Jobst Hermann (* 1593, † 1635), Edler Herr von Gemen
- 1635–1640 Otto 5. (* 1614, † 1640), Edler Herr von Gemen